# Ospizio di San Niccolò
L'ospizio di San Niccolò della Misericordia, detto anche della Buca o spedale dei Fantoni, era una struttura assistenziale di Firenze, nel quartiere di Oltrarno.

## Storia e descrizione

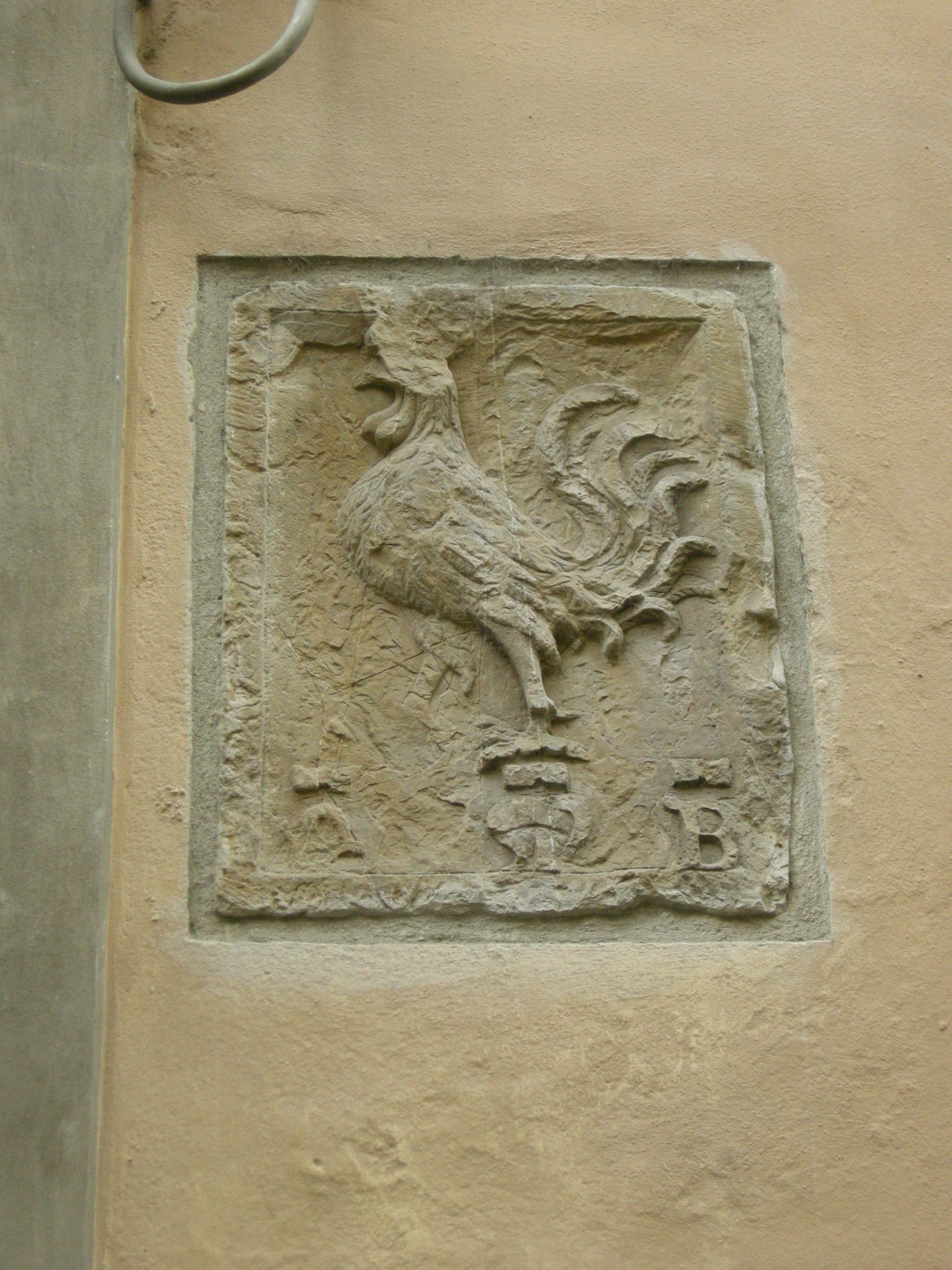
Stemma di Santa Maria del Bigallo

L'ospedale venne fondato grazie al lascito testamentario della casa e dei beni di Lapo di Baldo Fantoni datato 3 gennaio 1316, con attuazione delle disposizioni nel 1336, e dedicato a San Niccolò della Misericordia (con riferimento ai miracoli caritatevoli di san Nicola di Bari), ma popolarmente detto "della Buca" dal nome di questa zona di via Romana, forse originato da un avvallamento del terreno o forse dalla presenza di un'osteria interrata in una delle tante cantine dette "buche". La gestione era affidata ai Capitani del Bigallo, i cui stemmi si vedono tuttora all'inizio e alla fine della facciata dell'edificio, ed era specializzato nell'accoglienza delle povere donne viandanti o pellegrine dirette a Roma o di ritorno, fino a un massimo di tre notti. Per questo scopo aveva due stanze con tre e quattro letti, un oratorio, delle stanze per l'abitazione dello spedalingo e due botteghe sulla strada dotate di cantine e date a pigione. Gli uomini potevano invece pernottare nel vicino ospedale di San Sebastiano dei Bini.
La lunetta quattrocentesca affrescata, che decorava l'ingresso dell'ospedale con la Madonna in trono col Bambino e due angeli, è ancora esistente ed è attribuita al cosiddetto Maestro degli Argonauti, pittore fiorentino del Quattrocento vicino a Bernardo Rosselli, o forse a Chelino Chelini.
Nel 1587 l'ospedale venne affidato ai frati di San Giovanni di Dio ma, scontenti loro per la ristrettezza degli ambienti e scontento il Bigallo per la diminuzione del loro patrimonio, nel 1588 Ferdinando I de' Medici restituì l'ospizio di San Niccolò ai Capitani del Bigallo e diede ai frati detti del Fatebenefratelli l'ospedale di Santa Maria dell'Umiltà dei Vespucci, che divenne poi la loro più nota sede fiorentina.
L'ospizio continuò a svolgere la sua attività assistenziale fino alla soppressione del 1750, con effetto dal 3 febbraio 1751. Lo stesso anno, il 19 ottobre, venne venduto a un certo Giuseppe Donnini, che lo ridusse a civile abitazione. L'oratorio venne sconsacrato il 9 luglio 1752, sebbene per le proteste della comunità dei fedeli della zona risulta riconsacrato nel 1796. Tuttavia dovette poi venire dismesso definitivamente dopo le soppressioni del 1808 o del 1870, sebbene non se ne abbia esplicita notizia.

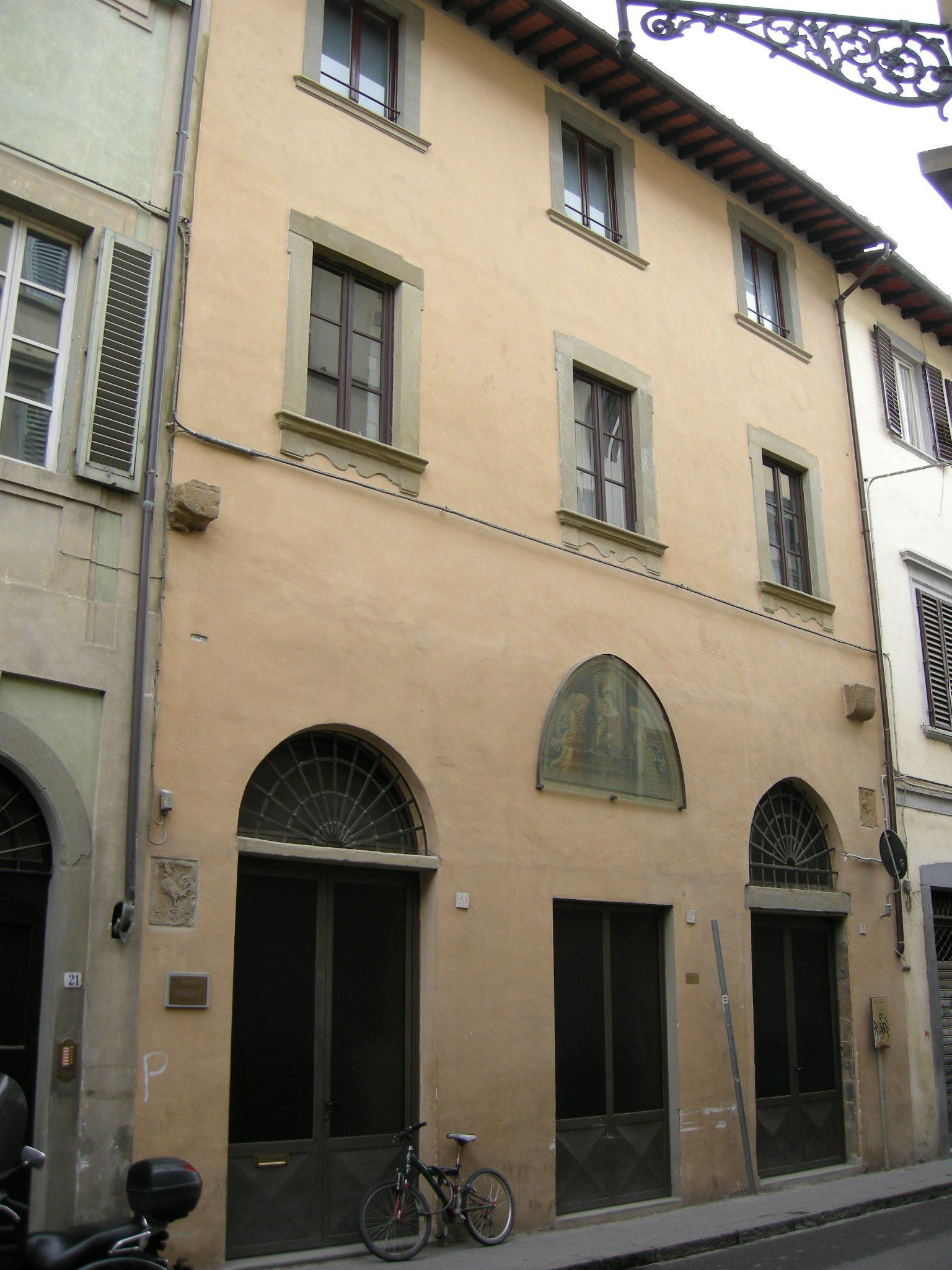
Edificio sorto al posto dell'ospedale

Dell'antico edificio rimangono visibili solo i tre archi murati, gli stemmi e la lunetta in facciata.